# Bombardier Learjet 550 de 2009
O Bombardier Learjet 550 de 2009 foi a sexta corrida da temporada de 2009 da IndyCar Series. A corrida foi realizada no dia 5 de junho no Texas Motor Speedway, localizado na cidade de Fort Worth, Texas. O vencedor foi o brasileiro Helio Castroneves, da equipe Team Penske.

## Pilotos e Equipes
| Nº | Piloto              | Equipe                     | Chassis | Motor | Pneu |
| -- | ------------------- | -------------------------- | ------- | ----- | ---- |
| 2  | Raphael Matos (R)   | Luczo-Dragon Racing        | Dallara | Honda | F    |
| 3  | Hélio Castroneves   | Team Penske                | Dallara | Honda | F    |
| 4  | Dan Wheldon         | Panther Racing             | Dallara | Honda | F    |
| 5  | Mario Moraes        | KV Racing Technology       | Dallara | Honda | F    |
| 6  | Ryan Briscoe        | Team Penske                | Dallara | Honda | F    |
| 7  | Danica Patrick      | Andretti-Green Racing      | Dallara | Honda | F    |
| 9  | Scott Dixon         | Chip Ganassi Racing        | Dallara | Honda | F    |
| 10 | Dario Franchitti    | Chip Ganassi Racing        | Dallara | Honda | F    |
| 11 | Tony Kanaan         | Andretti-Green Racing      | Dallara | Honda | F    |
| 13 | E. J. Viso          | HVM Racing                 | Dallara | Honda | F    |
| 14 | A. J. Foyt IV       | A. J. Foyt Enterprises     | Dallara | Honda | F    |
| 18 | Justin Wilson       | Dale Coyne Racing          | Dallara | Honda | F    |
| 20 | Ed Carpenter        | Vision Racing              | Dallara | Honda | F    |
| 21 | Ryan Hunter-Reay    | Vision Racing              | Dallara | Honda | F    |
| 23 | Milka Duno          | Dreyer & Reinbold Racing   | Dallara | Honda | F    |
| 24 | Mike Conway (R)     | Dreyer & Reinbold Racing   | Dallara | Honda | F    |
| 26 | Marco Andretti      | Andretti-Green Racing      | Dallara | Honda | F    |
| 27 | Hideki Mutoh        | Andretti-Green Racing      | Dallara | Honda | F    |
| 34 | Alex Tagliani       | Conquest Racing            | Dallara | Honda | F    |
| 43 | Tomas Scheckter     | Dreyer & Reinbold Racing   | Dallara | Honda | F    |
| 67 | Sarah Fisher        | Sarah Fisher Racing        | Dallara | Honda | F    |
| 98 | Jaques Lazier       | Team 3G                    | Dallara | Honda | F    |
| 02 | Graham Rahal        | Newman/Haas/Lanigan Racing | Dallara | Honda | F    |
| 06 | Robert Doornbos (R) | Newman/Haas/Lanigan Racing | Dallara | Honda | F    |

- (R) - Rookie

## Resultados

### Treino classificatório
| Treino classificatório - 5 de junho | Treino classificatório - 5 de junho | Treino classificatório - 5 de junho | Treino classificatório - 5 de junho | Treino classificatório - 5 de junho | Treino classificatório - 5 de junho | Treino classificatório - 5 de junho | Treino classificatório - 5 de junho | Treino classificatório - 5 de junho |
| Pos                                 | Nº                                  | Piloto                              | Equipe                              | Volta 1                             | Volta 2                             | Volta 3                             | Volta 4                             | Tempo total                         |
| ----------------------------------- | ----------------------------------- | ----------------------------------- | ----------------------------------- | ----------------------------------- | ----------------------------------- | ----------------------------------- | ----------------------------------- | ----------------------------------- |
| 1                                   | 10                                  | Dario Franchitti                    | Chip Ganassi Racing                 | 24.4257                             | 24.4294                             | 24.4001                             | 24.4173                             | 1:37.6725                           |
| 2                                   | 6                                   | Ryan Briscoe                        | Team Penske                         | 24.4436                             | 24.4121                             | 24.4177                             | 24.4445                             | 1:37.7179                           |
| 3                                   | 9                                   | Scott Dixon                         | Chip Ganassi Racing                 | 24.4345                             | 24.4317                             | 24.4483                             | 24.4568                             | 1:37.7713                           |
| 4                                   | 3                                   | Hélio Castroneves                   | Team Penske                         | 24.4492                             | 24.4380                             | 24.4577                             | 24.4574                             | 1:37.8023                           |
| 5                                   | 7                                   | Danica Patrick                      | Andretti-Green Racing               | 24.5116                             | 24.5005                             | 24.5098                             | 24.5142                             | 1:38.0361                           |
| 6                                   | 5                                   | Mario Moraes                        | KV Racing Technology                | 24.4893                             | 24.4767                             | 24.4807                             | 24.4924                             | 1:37.9391                           |
| 7                                   | 4                                   | Dan Wheldon                         | Panther Racing                      | 24.5145                             | 24.5162                             | 24.5278                             | 24.5334                             | 1:38.0919                           |
| 8                                   | 26                                  | Marco Andretti                      | Andretti-Green Racing               | 24.5362                             | 24.5365                             | 24.5158                             | 24.5291                             | 1:38.1176                           |
| 9                                   | 06                                  | Robert Doornbos (R)                 | Newman/Haas/Lanigan Racing          | 24.5263                             | 24.5243                             | 24.5470                             | 24.5477                             | 1:38.1453                           |
| 10                                  | 20                                  | Ed Carpenter                        | Vision Racing                       | 24.5621                             | 24.5426                             | 24.5250                             | 24.5361                             | 1:38.1658                           |
| 11                                  | 27                                  | Hideki Mutoh                        | Andretti-Green Racing               | 24.5833                             | 24.5518                             | 24.5553                             | 24.5248                             | 1:38.2152                           |
| 12                                  | 02                                  | Graham Rahal                        | Newman/Haas/Lanigan Racing          | 24.5964                             | 24.5665                             | 24.5622                             | 24.5590                             | 1:38.2841                           |
| 13                                  | 34                                  | Alex Tagliani                       | Conquest Racing                     | 24.5976                             | 24.5605                             | 24.5576                             | 24.5705                             | 1:38.2862                           |
| 14                                  | 67                                  | Sarah Fisher                        | Sarah Fisher Racing                 | 24.6339                             | 24.6376                             | 24.6461                             | 24.6550                             | 1:38.5726                           |
| 15                                  | 2                                   | Raphael Matos (R)                   | Luczo-Dragon Racing                 | 24.6933                             | 24.6842                             | 24.7093                             | 24.6794                             | 1:38.7662                           |
| 16                                  | 11                                  | Tony Kanaan                         | Andretti-Green Racing               | 24.6477                             | 24.6945                             | 24.7100                             | 24.7276                             | 1:38.7798                           |
| 17                                  | 18                                  | Justin Wilson                       | Dale Coyne Racing                   | 24.7265                             | 24.6951                             | 24.6975                             | 24.7013                             | 1:38.8204                           |
| 18                                  | 43                                  | Tomas Scheckter                     | Dreyer & Reinbold Racing            | 24.7113                             | 24.7226                             | 24.7537                             | 24.7636                             | 1:38.9512                           |
| 19                                  | 24                                  | Mike Conway (R)                     | Dreyer & Reinbold Racing            | 24.7500                             | 24.7221                             | 24.7434                             | 24.7612                             | 1:38.9767                           |
| 20                                  | 23                                  | Milka Duno                          | Dreyer & Reinbold Racing            | 24.7592                             | 24.7550                             | 24.7360                             | 24.7665                             | 1:39.0167                           |
| 21                                  | 13                                  | E. J. Viso                          | HVM Racing                          | 24.7804                             | 24.7383                             | 24.7465                             | 24.7736                             | 1:39.0388                           |
| 22                                  | 14                                  | A. J. Foyt IV                       | A. J. Foyt Enterprises              | 24.7438                             | 24.7643                             | 24.7805                             | 24.7968                             | 1:39.0854                           |
| 23                                  | 21                                  | Ryan Hunter-Reay                    | Vision Racing                       | 24.8936                             | 24.8655                             | 24.8737                             | 24.8866                             | 1:39.5194                           |
| 24                                  | 98                                  | Jaques Lazier                       | Team 3G                             | 25.0565                             | 25.0246                             | 24.9969                             | 25.0134                             | 1:40.0914                           |
| Relatório                           |                                     |                                     |                                     |                                     |                                     |                                     |                                     |                                     |

- (R) - Rookie

### Corrida
| Corrida - 6 de junho | Corrida - 6 de junho | Corrida - 6 de junho | Corrida - 6 de junho       | Corrida - 6 de junho | Corrida - 6 de junho | Corrida - 6 de junho | Corrida - 6 de junho | Corrida - 6 de junho |
| Pos                  | Nº                   | Piloto               | Equipe                     | Voltas               | Tempo                | Largada              | Voltas na Liderança  | Pontos               |
| -------------------- | -------------------- | -------------------- | -------------------------- | -------------------- | -------------------- | -------------------- | -------------------- | -------------------- |
| 1                    | 3                    | Hélio Castroneves    | Team Penske                | 228                  | 1:55:16.1670         | 4                    | 57                   | 50                   |
| 2                    | 6                    | Ryan Briscoe         | Team Penske                | 228                  | +0.3904              | 2                    | 160                  | 42                   |
| 3                    | 9                    | Scott Dixon          | Chip Ganassi Racing        | 228                  | +2.2461              | 3                    | 0                    | 35                   |
| 4                    | 26                   | Marco Andretti       | Andretti-Green Racing      | 228                  | +4.3745              | 8                    | 0                    | 32                   |
| 5                    | 10                   | Dario Franchitti     | Chip Ganassi Racing        | 228                  | +4.7695              | 1                    | 10                   | 31                   |
| 6                    | 7                    | Danica Patrick       | Andretti-Green Racing      | 228                  | +5.2980              | 5                    | 0                    | 28                   |
| 7                    | 4                    | Dan Wheldon          | Panther Racing             | 228                  | +7.6203              | 7                    | 0                    | 26                   |
| 8                    | 11                   | Tony Kanaan          | Andretti-Green Racing      | 228                  | +8.5009              | 16                   | 0                    | 24                   |
| 9                    | 20                   | Ed Carpenter         | Vision Racing              | 228                  | +18.7088             | 10                   | 1                    | 22                   |
| 10                   | 5                    | Mario Moraes         | KV Racing Technology       | 227                  | + 1 volta            | 6                    | 0                    | 20                   |
| 11                   | 06                   | Robert Doornbos (R)  | Newman/Haas/Lanigan Racing | 227                  | + 1 volta            | 9                    | 0                    | 19                   |
| 12                   | 2                    | Raphael Matos (R)    | Luczo-Dragon Racing        | 226                  | + 2 voltas           | 15                   | 0                    | 18                   |
| 13                   | 43                   | Tomas Scheckter      | Dreyer & Reinbold Racing   | 226                  | + 2 voltas           | 18                   | 0                    | 17                   |
| 14                   | 34                   | Alex Tagliani        | Conquest Racing            | 225                  | + 3 voltas           | 13                   | 0                    | 16                   |
| 15                   | 18                   | Justin Wilson        | Dale Coyne Racing          | 225                  | + 3 voltas           | 17                   | 0                    | 15                   |
| 16                   | 21                   | Ryan Hunter-Reay     | Vision Racing              | 225                  | + 3 voltas           | 23                   | 0                    | 14                   |
| 17                   | 67                   | Sarah Fisher         | Sarah Fisher Racing        | 222                  | + 6 voltas           | 14                   | 0                    | 13                   |
| 18                   | 98                   | Jaques Lazier        | Team 3G                    | 210                  | + 18 voltas          | 24                   | 0                    | 12                   |
| 19                   | 24                   | Mike Conway (R)      | Dreyer & Reinbold Racing   | 185                  | + 43 voltas          | 19                   | 0                    | 12                   |
| 20                   | 14                   | A. J. Foyt IV        | A. J. Foyt Enterprises     | 170                  | Contato              | 22                   | 0                    | 12                   |
| 21                   | 27                   | Hideki Mutoh         | Andretti-Green Racing      | 153                  | Elétrico             | 11                   | 0                    | 12                   |
| 22                   | 02                   | Graham Rahal         | Newman/Haas/Lanigan Racing | 1                    | Contato              | 12                   | 0                    | 12                   |
| 23                   | 23                   | Milka Duno           | Dreyer & Reinbold Racing   | 1                    | Contato              | 20                   | 0                    | 12                   |
| 24                   | 13                   | E. J. Viso           | HVM Racing                 | 1                    | Contato              | 21                   | 0                    | 12                   |
| Relatório            |                      |                      |                            |                      |                      |                      |                      |                      |

- (R) - Rookie